# 織田善行
織田 善行（おだ よしゆき、1940年 - ）は、日本の実業家。アメリカンファミリー生命保険会社（AFLAC）日本法人の設立に関わり、取締役人事部長、常務取締役を経て退職。現アドベンチャーコーチング株式会社代表取締役。広島県出身。